# 圣孔巴-迪罗萨什
圣孔巴-迪罗萨什是葡萄牙布拉干萨区的一个堂区。总面积9.2平方公里，总人口366人，人口密度39.8人/平方公里。